# Blossia maraisi
Espèce
Blossia maraisi est une espèce de solifuges de la famille des Daesiidae.

## Distribution
Cette espèce est endémique d'Afrique du Sud.

## Description
Le mâle holotype mesure 7,5 mm.

## Étymologie
Cette espèce est nommée en l'honneur de B. Marais.

## Publication originale
- Hewitt, 1915 : Descriptions of new South African Arachnida. Records of the Albany Museum Grahamstown, vol. 3, p. 70-106.